# Tursiops truncatus truncatus
El delfín mular o delfín nariz de botella (Tursiops truncatus truncatus) es una subespecie de la especie de cetáceo odontoceto de la familia de los delfínidos Tursiops truncatus. Habita en océanos de todo el mundo. 

## Taxonomía
Descripción original
Este taxón representa la subespecie típica de la especie Tursiops truncatus, descrita en el año 1821 por el naturalista inglés George Montagu con el nombre científico de Delphinus truncatus.
Holotipo y localidad tipo
El ejemplar holotipo constituyó unas muestras óseas recuperadas en el verano boreal del año 1814 de los restos de un animal hervido para obtener su aceite en Totness, Devonshire, Inglaterra.
Etimología
Etimológicamente, el término genérico Tursiops se construye con la palabra en latín tursio, denominación empleada por Plinio para referirse a una especie de pez parecida a un delfín, más la palabra del idioma griego ops, opsis, que significa ‘vista’ y, por extensión, ‘aspecto exterior’. El epíteto específico (y el subespecífico) truncatus refiere a idéntica palabra del latín, la cual significa ‘truncado’, del participio pasivo del verbo truncare, que se traduce como ‘truncar’. En la diagnosis de su descripción original se indica la razón morfológica de dicho nombre: “Los dientes están estrechamente en contacto, son truncados y a nivel de las encías”.

## Caracterización y relaciones filogenéticas
Es posible diferenciar Tursiops t. truncatus del taxón T. t. gephyreus mediante 6 caracteres cualitativos aunque la forma del proceso nasal del premaxilar derecho es suficiente para poder separarlas. Otra forma es mediante el conteo de sus vértebras, ya que el número total en T. t. truncatus es de 57 a 59, mientras que en T. t. gephyreus es de 62 a 64.
Ambos taxones son claramente entidades independientes, presentan una distribución parapátrica, diferencias genéticas y en la morfología craneal.
Tursiops t. truncatus se caracteriza por una serie de rasgos propios: su coloración es más oscura, tiende a ser más marrón que gris (frente a gris pálido en T. t. gephyreus), posee una distintiva capa oscura (frente a ausencia de la misma en T. t. gephyreus), muestra áreas blancas en la punta de la aleta dorsal y en el pedúnculo caudal (frente a ausencia de dichas zonas en T. t. gephyreus), ocasionalmente exhibe manchas oscuras en el vientre (frente a ausencia de dichas manchas en T. t. gephyreus), son estrechas las dos rayas desde la garganta hasta la región axilar (frente a bandas anchas en T. t. gephyreus) y tiene una aleta dorsal claramente falcada (frente a una forma netamente triangular en T. t. gephyreus).

## Distribución y hábitat
Tursiops t. truncatus es un cetáceo cosmopolita, con poblaciones en mares tropicales, subtropicales y hasta templado-fríos. Es un delfín característico de las aguas profundas (con máximas de 758 m) y de alta mar, alejadas de las costas (hasta 200 km); por el contrario, T. t. gephyreus prefiere aguas someras (inferiores a los 18 m de profundidad) y muy próximas a las costas (a no más de 3 km mar adentro).